# Vila Longa
Vila Longa is een plaats (freguesia) in de Portugese gemeente Sátão en telt 241 inwoners (2001).